# Intuición (álbum)
Intuición es un álbum musical inédito, perteneciente al cantautor de rock argentino Palo Pandolfo. Este trabajo discográfico, no contó con ningún invitado en especial y fue grabado en el año 2003 de forma independiente; pero no vio la luz por razones económicas.

## Historia
En el año 2002,  Pandolfo y su banda La Fuerza Suave; comienza en la grabación de un nuevo trabajo discográfico que, por cuestiones económicas y por desinteligencias de la banda, nunca sale a la luz comercialmente. En cambio, dos años después, la discográfica lo presiona al artista, para sacar un disco de covers. Dicho disco se llamó con el nombre de Intuición; que es, según el propio Pandolfo, «un fiel reflejo de una Argentina modelo 2002 sufrida y ruidosa, pero también de todo lo que vino después porque al escucharlo queda claro que hoy seguiría funcionando perfectamente».

## Contexto del álbum
Dicho anteriormente, el trabajo inédito presentaba críticas de protestas en la mayoría de las letras del mismo. Muchas de las canciones del disco, estaban inspiradas en la  crisis de 2001. Canciones como: «La Revoluta», «¿Qué hacés loco?» y el cuarteto «Argentina 2002», son algunas de las canciones más explícitas de ese álbum. 

## Lista de canciones

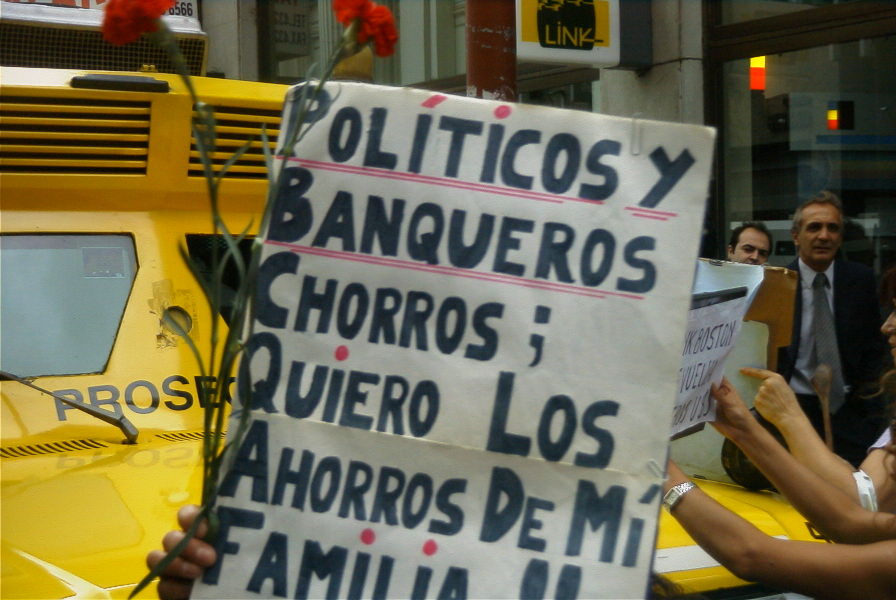
Las manifestación contra el Corralito de diciembre de 2001 sirvieron de inspiración para las composiciones del álbum.

1. La Revoluta
2. En la huella
3. Otra canción
4. La unión
5. Hambre
6. Blanca Lucía
7. Intuición
8. La idea
9. Argentina 2002
10. Pensando en voz alta
11. Verte afuera
12. ¿Qué hacés loco?
13. Tiempo cuerpo
14. Fe
15. Te extraño
16. A través de los sueños